# کوه آلماقلاغ
قله آلماقلاغ یا قله آلمابلاغ یا چم سیف یکی از قله‌های کوهستان الوند است. این کوه در شهرستان اسداباد واقع شده و  قله آن ۲۹۹۷ متر ارتفاع دارد.
آلماقلاغ در شمال غربی رشته کوه الوند قرار دارد و مجاور روستاهای قشلاق، باباعلی, تاج آباد(رسول آباد), اختاچی، همه کسی، ملهمدره،حسن‌آباد امام و روستای قراکندپیرملو واقع است.فاصلهٔ این کوه تا شهر همدان ۴۶ کیلومتر است و به خاطر دارا بودن  پوشش گیاهی منحصر به فرد،گونه های کمیاب جانوری و طبیعت بکر و زیبا اهمیت زیادی دارد.بهترین مسیر صعود به این قله،از طریق روستای باباعلی و نیز از طریق روستاهای تاج‌آباد(رسول آباد)و اختاچی امکان‌پذیر است.آلماقلاغ در فصل بهار بسیار زیباست و بعلت صخره‌ای بودن می‌تواند مورد استفاده سنگ‌نوردان قرار گیرد.از گیاهان معروف آن لاله ساقه‌کوتاه یا گل حسینی,تره کوهی,لاله واژگون،ریواس،آنغوزه(کِما) و... است.